# نیمیجی
نیمیجی (به انگلیسی: Nymagee) یک شهرک در استرالیا است که در نیو ساوت ولز واقع شده‌است.